# Öland
Öland è un'isola situata nel mar Baltico al largo della costa svedese dello Småland.
Ha una superficie di 1.342 km² ed è per estensione la seconda isola della Svezia dopo Gotland. Lo stretto di Kalmar la separa dalla terraferma a cui dal 1972 è collegata attraverso il ponte di Öland, lungo 6 km.
Da un punto di vista amministrativo fa parte della Contea di Kalmar (Kalmar län) in passato era una delle province della Svezia (landskap) ed era chiamata Öland o talvolta nella forma latina Oelandia.
Öland è il tradizionale luogo di vacanza della famiglia reale, vi si trova il Castello di Borgholm, fatto edificare nel 1669-1681 dalla regina Hedvig Eleonora su progetto di Nicodemus Tessin il Vecchio. Nei suoi pressi si trova il palazzo di Solliden, residenza estiva della famiglia reale.
Il panorama agricolo della parte meridionale dell'isola è stato inserito nella lista del Patrimonio dell'umanità dell'UNESCO, caratteristici sono i numerosi mulini a vento e l'area geologica chiamata alvar.

## Geografia fisica
A sud di Gotland, Öland, è un'isola lunga 137 km e larga 16; la massima elevazione si trova a Hogsrum 55 m s.l.m., quindi è interamente pianeggiante con immense pianure e lunghe spiagge candide. Il lago più grande è il Mockelmossen. La si raggiunge dalla città di Kalmar tramite il ponte di Öland, inaugurato nel 1972. In estate l'isola è presa d'assalto dai turisti. Nel sud dell'isola si trova Alvaret, altopiano in pietra calcare compreso nella lista del Patrimonio Mondiale dell'Unesco grazie all'unicità dei suoi valori naturali, con un gran numero di specie rare di orchidee e altre piante. Il faro di Långe Erik e la stazione ornitologica di Ottenby, a capo sud, costituiscono una destinazione apprezzata dagli ornitologi di tutta la Svezia e anche del resto dell'Europa.
Il capoluogo è la piccola e pittoresca cittadina di Borgholm. In estate è un'apprezzata meta turistica grazie alle sue spiagge bianche e alla mitezza del suo clima, tanto che viene definita la "riviera svedese": se in inverno il mare spesso gela e la temperatura media è intorno ai -7°, d'estate si possono sfiorare i 30° e la temperatura del mare sale oltre i 20°, permettendo lunghi e rinfrescanti bagni in mare.
Un altro punto molto interessante dal punto di vista turistico è la foresta dei troll (Trollskogen in svedese) situato nell'estremità nord dell'isola. In questa foresta gli alberi colpiti dal vento che soffia costantemente hanno preso forme molto strane e alcuni sembrano appunto troll.
Öland storicamente era divisa in una città, Borgholm e cinque centene. Oggi invece è divisa nelle città di:
- Borgholm
- Mörbylånga
- Alby (Frazione di Mörbylånga)
- Gettlinge (Frazione di Mörbylånga)
- Hulterstad (Frazione di Mörbylånga)
- Färjestaden (Frazione di Mörbylånga)